# Killdozer (groupe lyonnais)
Pour les articles homonymes, voir Killdozer.
Killdozer est un groupe lyonnais formé à la fin des années 70. Ce groupe se distingue par des sonorités musicales empruntes à divers styles comme le rock, la soul et le funk.

## Biographie
Killdozer fait la promotion de son 1er album éponyme dans la rubrique "disque du mois" dans un article de Lyon poche. Les 5 membres du groupe sont : 
- Robert Lapassade (chanteur)
- Edouard Gonzales (guitariste)
- Patrick Brondel (batteur)
- Jean-Pierre Gouillon (guitariste)
- Phil Panchionne (basse)

Rapidement après sa création, le groupe change de Management musical passant de Crypto à Decibel en 1978, un peu avant la sortie de leur 1er album.

## Discographie
Titre et albums du groupe, :

### Compilation
- 1978 : deux titres (Frenchie soul et Downstreet Casanova) sur la compilation Rock d'ici volume 2 (Crypto).

### Album
- 1980 : Killdozer (CBS).

### Single
- 1980 : Soul Radio (7", CBS).
- 1980 : Funka Rollers (12", CBS).